# Организација афричког јединства
Организација афричког јединства, ОАЈ (фр. Organisation de l'Unité africaine) је организација основана 25. маја 1963. у граду Адис Абеби. Распуштена је 9. јула 2002. Распустио ју је Табо Мбеки, а заменила ју је Афричка унија.
Основана је ради борбе за потпуну деколонизацију Африке, али и за уједињење и сарадњу земаља Африке на свим подручјима људске делатности. Подстицање сарадње међу афричким државама претвара „ОАЈ” у економску интеграцију која тежи стварању јединственог афричког тржишта, без протекционистичких и других ограничења у међународној трговини.
Од 54 државе Африке, 53 су биле чланови. Мароко је 1984. отишао када је примљена Западна Сахара.

## Историја
Организација афричког јединства је формирана у мају 1963 у Адис Абеби, Етиопија од 32 афричке државе. Њен главни циљ је био зближавање афричких нација и решавање питања унутар континента. Прва конференција организације је одржана 1. маја 1963. године у Адис Абеби. На тој конференцији, покојни Гамбијски историчар и један од водећих гамбијских националиста и панафриканиста у то време — Алеу Ебрима Чам Јуф одржао је говор пред државама чланицама — у којем је рекао:
„Прошло је само 75 година од када су европске силе седеле за столом у Немачкој свака држећи бодеж да би изрезали Африку у своју корист… Ваш успех ће инспирисати и убрзати слободу и потпуну независност афричког континента и искоренити империјализам и колонијализам са континента и евентуално неоколонијализам из света… Ваш неуспех, за који се не моли ниједан прави Африканац у Африци, продужиће нашу борбу с горчином и разочарењем. Зато вас молим да игноришете било какву сугестију изван Африке и становиште које представља цивилизација, којом се хвале неки од великих покрета настали из Африке, и схватите да цео свет има нешто земаљско да научи од Африке, ви би требало да настојите да се постигне максимална сагласност, спаси Африка од канџи неоколонијализма и ускрсне афричко достојанство, мушкост и националну стабилност.”

## Земље чланице
Године 1991, је потписан уговор о успостављању јединствене економске заједнице у оквиру организације 48 држава:
- Алжир
- Ангола
- Бенин
- Боцвана
- Буркина Фасо
- Гамбија
- Гана
- Гвинеја
- ДР Конго
- Египат
- Екваторијална Гвинеја
- Еритреја
- Етиопија
- Замбија
- Зимбабве
- Јужна Африка
- Капе Верде
- Камерун
- Кенија
- Комори
- Република Конго
- Лесото
- Либерија
- Либија
- Мауританија
- Маурицијус
- Мадагаскар
- Малави
- Мали
- Мозамбик
- Намибија
- Нигер
- Нигерија
- Обала Слоноваче
- Руанда
- Сао Томе и Принципе
- Свазиленд
- Сејшели
- Сијера Леоне
- Сомалија
- Судан
- Танзанија
- Того
- Тунис
- Уганда
- ЦАР
- Чад
- Џибути

## Значајне претходне групације
- Унија афричких држава
- Групација Казабланка
- Групација Монровија
- Афричко-малгашка унија првобитно као Бразавилска група[12]

## Наследница
- Афричка унија